# Concours international des grands amateurs de piano

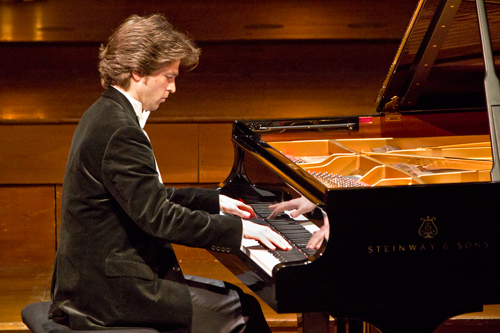
Dominic Piers Smith (concepteur de voitures de course, Royaume-Uni) lors de la finale du 23e Concours international des grands Amateurs de Piano (2012)

Le Concours international des Grands amateurs de Piano est un concours de piano pour les pianistes amateurs, organisé à Paris, en France. Il a lieu chaque année depuis 1989. Ce concours est considéré comme l'une des plus importantes compétitions pour les musiciens amateurs du monde.

## Le principe
Créé en 1989 par Gérard Bekerman, économiste, universitaire et diplômé de l'Ecole Normale de Musique de Paris, le Concours International des grands amateurs s'adresse aux pianistes amateurs de haut niveau. Les candidats sont issus de toutes les catégories sociales et professionnelles : médecins, employés de bureau, avocats, étudiants, retraités, ingénieurs et bien d'autres. L'âge minimum du candidat est de 18 ans, sans limites d'âge maximum.
Le concours a rencontré un grand succès au fil des ans, attirant des centaines de candidats venus du monde entier. L'une des caractéristiques principales du concours est de pouvoir choisir librement son programme. Aucune œuvre n'est imposée. Le but n'est pas de limiter les candidats, mais de découvrir des musiciens à travers leur choix. Gérard Bekerman, le fondateur du concours, affirme qu'à Paris, l'envie de « gagner » l'emporte sur l'amour de la musique : « Les pianistes découvrent que le Concours des Grands Amateurs n'est pas un concours mais un 'anti-concours'. Il n'y a pas d'adversaires, pas de concurrents, pas de juges, juste des mélomanes".
Le concours se déroule en trois étapes :
- Les Éliminatoires : choix du candidat (10 minutes)
- Les Demi-finales : une œuvre de Bach et une composition romantique (15 minutes)
- Les Finales : programme libre (30 minutes)

Dix à douze demi-finalistes et cinq ou six finalistes sont sélectionnés chaque année.

## Le niveau

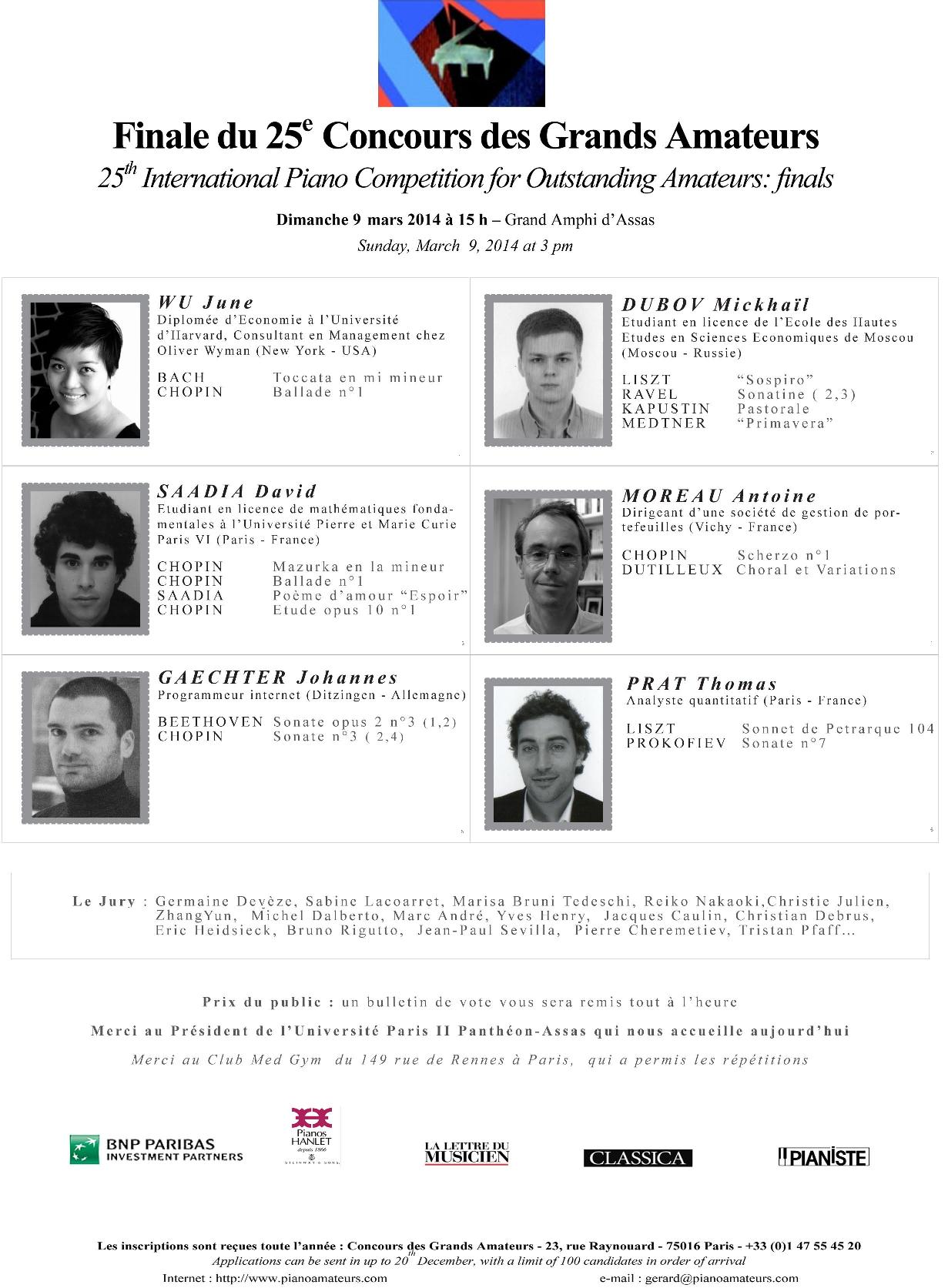
Affiche de la finale du 25e Concours (2014) avec les programmes des finalistes

L'originalité du concours réside dans le fait que les concurrents ne sont pas des amateurs au sens de « débutants », mais des pianistes, « dont le piano n'est pas l'activité principale », des musiciens qui, à un moment de leur vie, ont dû faire un choix, souvent difficile, entre leur métier et leur potentielle carrière de concertiste, entre gagner sa vie et son amour de la musique. 
Le résultat est la très grande qualité des performances. De nombreux amateurs sont de véritables virtuoses ; les pianistes choisissent souvent des pièces techniquement difficiles de Liszt, Chopin ou Rachmaninov pour leur programme.
Les gagnants sont ensuite invités à jouer avec Orchestre à la Sorbonne à Paris, sous la direction de Georges Prêtre et du chef américain George Pehlivanian et, plus récemment, avec l'Orchestre Symphonique de la Garde Républicaine de Paris dirigée par François Boulanger et l'orchestre du Conservatoire de Musique de Paris dirigé par Pierre-Michel Durand. De nombreux lauréats ont été invités à jouer au festival Amateurs Virtuoses !, l'un des festivals les plus importants pour les pianistes amateurs organisés dans le monde entier.

## Le jury
Chaque année, le jury principal est composé de pianistes de renom et de personnalités importantes de la musique : Idil Biret, Geneviève Joy-Dutilleux, Anne Queffelec, Sabine Lacoarret, Germaine Devèze, François-René Dûchable, Marc Laforet, Aldo Ciccolini, Michel Dalberto, Jay Gottlieb, Alexis Weissenberg, Marc-Olivier Dupin, Éric Heidsieck, Jean-Claude Pennetier, Dominique Merlet, Siheng Song, Michel Beroff, Nella Rubinstein etc.
Un second « Jury Presse » est composé de plus d'une vingtaine de critiques musicaux œuvrant à la fois dans les principaux quotidiens européens et les médias nationaux et internationaux.
Enfin, il existe un « prix du public » décerné au pianiste amateur ayant obtenu le plus de voix du public, récolté lors de la finale du concours.

## Les lauréats
| Non. | Année | 1er                                                                      | 2e                                                                | 3e                                                                | Prix de la presse                                            | Prix du public                                                                                                |  |
| ---- | ----- | ------------------------------------------------------------------------ | ----------------------------------------------------------------- | ----------------------------------------------------------------- | ------------------------------------------------------------ | --- |  |
| 16e  | 2005  | Thierry Goldwaser (ingénieur logiciel) Ye Feng (diplômé d'import-export) |                                                                   | Hiroaki Taniguchi (chargé de relations publiques)                 | Ye Feng (diplômé d'import-export)                            | Thierry Goldwaser (ingénieur logiciel) Ye Feng (diplômé d'import-export)                                      |  |
| 17e  | 2006  | Thomas Yu (parodontiste)                                                 | Dominik Winterling Rupert Egerton-Smith (avocat)                  |                                                                   | Thomas Yu (parodontiste)                                     | Thomas Yu (parodontiste)                                                                                      |  |
| 18e  | 2007  | Masanori Murakami (biochimiste)                                          | Christopher Shih (médecin gastroentérologue)                      | Sandra Petit (avocate) Jamie Ng (analyste financière)             | Masanori Murakami (biochimiste)                              | Jamie Ng (analyste financière)                                                                                |  |
| 19e  | 2008  | Christopher Shih (médecin gastroentérologue)                             | Kuntaro Deguchi Carl Dicasoli (biostatisticien)                   |                                                                   | Christopher Shih (médecin gastroentérologue)                 | Cette section est vide, insuffisamment détaillée ou incomplète. Votre aide est la bienvenue ! Comment faire ? |  |
| 20e  | 2009  | Rupert Egerton-Smith (avocat)                                            | Dmytro Vynohradov (directeur de la compagnie aérienne)            | Romain Coharde (ingénieur météorologue) Robert Fuchs (architecte) | Romain Coharde (ingénieur météorologue)                      | Rupert Egerton-Smith (avocat)                                                                                 |  |
| 21e  | 2010  | Loïc Lafontaine (directeur adjoint)                                      | Michael Cheung (consultant en gestion)                            | Daniel Chow (expert-comptable)                                    | Loïc Lafontaine (directeur adjoint)                          | Loïc Lafontaine (directeur adjoint)                                                                           |  |
| 22e  | 2011  | Simon Grisdale (interprète) Robin Stephenson (mathématicien)             | Claire Rocher (mathématicienne)                                   | Gorden Cheng (analyste financier)                                 | Simon Grisdale (interprète) Robin Stephenson (mathématicien) | Robin Stephenson (mathématicien)                                                                              |  |
| 23e  | 2012  | Dominic Piers Smith (concepteur de voitures de course)                   | Kensuke Ota (physicien)                                           | Ricker Choi (analyste financier)                                  | Dominic Piers Smith (concepteur de voitures de course)       | Dominic Piers Smith (concepteur de voitures de course)                                                        |  |
| 24   | 2013  | Sylvain Carpentier (mathématicien)                                       | Paolo Gilardi (phycologue)                                        | Jeremy Mätzener (étudiant en droit)                               | Sylvain Carpentier (mathématicien)                           | Sylvain Carpentier (mathématicien)                                                                            |  |
| 25   | 2014  | Antoine Moreau (gérant)                                                  | Thomas Prat (analyste quantitatif)                                | Mikhail Dubov (informaticien) June Wu (consultante)               | Mikhail Dubov (informaticien)                                | Thomas Prat (analyste quantitatif)                                                                            |  |
| 26e  | 2015  | Samuel Bach (mathématicien) Michaël Slavin (ophtalmologiste) (cravate)   |                                                                   | Eric Rouach (agent immobilier)                                    | Eric Rouach (agent immobilier)                               | Eric Rouach (agent immobilier) Samuel Bach (mathématicien)                                                    |  |
| 27e  | 2016  | Olivier Korber (commerçant)                                              | Olivier Dupont (ingénieur financier) Julien Cohen (mathématicien) |                                                                   | Olivier Korber (commerçant)                                  | Olivier Korber (commerçant)                                                                                   |  |
| 28   | 2017  | William Galton (mathématicien)                                           | Eric Rouach (agent immobilier)                                    | Jean-Roch Le Henaff (étudiant en médecine)                        | William Galton (mathématicien)                               | Zach Weiner (ingénieur logiciel)                                                                              |  |

- Site officiel du Concours international des grands amateurs de piano
- 25ème Concours des Grands Amateurs de piano - Parlons Piano
- Mikhail Dubov (Prix de la presse 2014) en finale du 25e concours
- Entretien avec Ricker Choi, lauréat du 23e concours

## Voir également
- Concours international de piano Frédéric-Chopin
- Concours international Piano Bridges pour pianistes amateurs

## Les références
1. ↑  Putting the Amour Back in Amateur, Colorado Springs Independent, accessed 3 February 2015.
2. ↑  « Gérard Bekerman », sur Les Echos, 19 novembre 2007 (consulté le 30 juillet 2021)
3. 1 2  Website of the International Piano Competition for Outstanding Amateurs, accessed 5 January 2015.
4. ↑  « Double face - Piano, pianissimo », sur Challenges (consulté le 30 juillet 2021)
5. ↑  Competition report in the "Pianist" magazine, accessed 3 February 2015.
6. ↑  Website of the "Les Amateurs Virtuoses!" piano festival.